# Zoubiria
Zoubiria (ex-Brazza) est une commune de la wilaya de Médéa en Algérie.

## Géographie
Zoubiria est une commune qui se situe à 30 kilomètres au sud du chef lieu de la wilaya de Médéa. Elle est distante de la ville de Berrouaghia  de 10 kilomètres et elle est située dans l'axe Alger-Djelfa sur la route nationale 1, à 100 km de la capitale. Le mont Mongorno culmine à 1 150 m sur les hauteurs de la commune.
| Berrouaghia    | Berrouaghia               | Berrouaghia |
| Ouled Bouachra | Zoubiria                  | Ouled Deide |
| Ouled Antar    | Moudjebar, Tlatet Eddouar | Seghouane   |

## Histoire
La commune de Zoubiria, connue sous le nom colonial de Brazza, a été fondée par l'armée française pour avoir le contrôle de l'axe routier Nord-Sud. L'inauguration a eu lieu en 1905 ou 1906 en présence de Mme De Brazza. L'expropriation des algériens et le rachat des terres, ont permis aux colons de s'y installer et exploiter les terres, essentiellement dans la culture du blé et de l'orge.
Le village fut renommé Zoubiria, après l'indépendance de l'Algérie en mémoire de la katiba: Zoubiria de l'ALN algérien durant la Guerre d'Algérie